# 伊原のゼータ函数
数論では、伊原のゼータ函数(Ihara zeta-function)は、有限グラフに付随するゼータ函数である。伊原のゼータ函数は、セルバーグのゼータ函数に非常に良く似ていて、閉じた径路を隣接行列のスペクトルに関係付けることに使われる。伊原のゼータ函数は、最初、1960年代に伊原康隆により、2 × 2 p-進特殊線型群の離散部分群(discrete subgroups)の脈絡の中で定義された。ジャン＝ピエール・セール(Jean-Pierre Serre)は書籍 Trees の中で、伊原の元来の定義はグラフ理論的に解釈することができると示唆している。1985年、砂田利一は、この示唆を現実のものとした。砂田が述べたように、正則グラフがラマヌジャングラフ(Ramanujan graph)であることと、グラフの伊原のゼータ函数がラマヌジャン予想の類似を満たすこととは同値である。

## 定義
伊原のゼータ函数はリーマンゼータ函数のオイラー積に類似な等式により、次の式で定義することができる。
{\displaystyle {\frac {1}{\zeta _{G}(u)}}=\prod _{p}({1-u^{L(p)}})\ .}
この積はグラフ {\displaystyle G=(V,E)} のすべての prime walk を渡る積、すなわち、
{\displaystyle (u_{i},u_{(i+1){\bmod {L}}(p)})\in E~;\quad u_{i}\neq u_{(i+2){\bmod {L}}(p)~}}
であるような閉じたサイクル {\displaystyle p=(u_{0},\cdots ,u_{L(p)-1},u_{0})} を渡る積として定義され、これらの式の中で使われる {\displaystyle L(p)} はサイクル p の長さである。このグラフ理論での定式化は砂田による。

## 伊原の公式
伊原（とグラフ理論の設定においては砂田）は、正則グラフのゼータ函数は有理函数であることを示した。G が隣接行列 A を持つ k-正則グラフであれば、
{\displaystyle \zeta _{G}(u)={\frac {1}{(1-u^{2})^{\chi (G)-1}\det(I-Au+(k-1)u^{2}I)}}\ }
が成り立つ。ここに χ は、回路のランク(circuit rank)である。
実は、伊原のゼータ函数は常に多項式の逆数である：
{\displaystyle \zeta _{G}(u)={\frac {1}{\det(I-Tu)}}~.}
ここに、T は橋本の隣接作用素である。ハイマン・バス(Hyman Bass)は、隣接作用素に関わる行列式の公式を与えた。

## 応用
伊原のゼータ函数は、自由群、スペクトルグラフ理論(spectral graph theory)、力学系、とくにシンボリック力学(symbolic dynamics)で重要な役割を果たし、そこでは、伊原のゼータ函数はルエルのゼータ函数(Ruelle zeta function)の例となっている。